# Europa Football Club
Maillots
Actualités
L'Europa Football Club est un club de football gibraltarien fondé en 1925 et reformé en 2014.
Il est membre de la Fédération de Gibraltar de Football et évolue en première division gibraltarienne.

## Histoire
Le club est fondé en 1925 sous le nom Europa Football Club. De sa création jusqu'à l'évacuation de Gibraltar en 1941, le club est un des points d'ancrage du football gibraltarien avec Prince of Wales et Britannia XI. Le club remporte quatre de ses cinq championnats durant cette période. Il fusionne avec l'entité College dans les années 1980 pour donner le College Europa Football Club. Les deux entités se séparent en 2014.
En 2014, le club devient la première équipe gibraltarienne à prendre part à la Ligue Europa en étant finaliste de la coupe de Gibraltar. Il est cependant éliminé dès le premier tour de qualification par le club Liechtensteinois du FC Vaduz sur le score total de quatre buts à zéro.
Le 25 juin 2015, le changement de nom du club est approuvé par l'UEFA ainsi que la fédération gibraltarienne, le renommant officiellement Europa Football Club. À l'occasion de la saison 2015-2016, le club participe à nouveau à la Ligue Europa mais échoue face au Slovan Bratislava sur le score total de neuf buts à zéro.
La saison suivante voit l'Europa remporter la première confrontation européenne de son histoire face au club arménien du Pyunik Erevan sur le score de 3-2 lors du premier tour qualificatif de la Ligue Europa 2016-2017 avant d'échouer au second tour face aux Suédois de l'AIK Solna. Sur le plan national, le club réalise une saison remarquable en remportant le doublé Championnat-Coupe, constituant ses premiers trophées majeurs depuis 1952 et mettant dans le même temps un terme à la domination domestique du Lincoln Red Imps qui n'avait plus échoué à remporter le titre de champion depuis 2002.
Qualifié pour la Ligue des champions pour la première fois de son histoire, Europa échoue finalement dès le premier tour des qualifications face au champion gallois The New Saints sur le score cumulé de 4 buts à 3, et ce malgré une victoire 2-1 de la Green Machine au Park Hall lors du match aller, les Saints parvenant à renverser la tendance au Victoria Stadium en l'emportant 3-1 à l'issue des prolongations,.

## Bilan sportif

### Palmarès
- Championnat de Gibraltar (7)
  - Champion en 1929, 1930, 1932, 1933, 1938, 1952, 2017
- Championnat de Gibraltar de deuxième division (1)
  - Champion en 2013
- Coupe de Gibraltar (8)
  - Vainqueur en 1938, 1946, 1950, 1951, 1952, 2017, 2018 et 2019
  - Finaliste en 2014, 2016 et 2024
- Coupe de la Ligue (1)
  - Vainqueur en 2015
- Supercoupe de Gibraltar (4)
  - Vainqueur en 2016, 2018, 2019 et 2021
  - Finaliste en 2015[14], 2017 et 2022

### Bilan par saison
| Saison    | Championnat | Championnat | Championnat | Championnat | Championnat | Championnat | Championnat | Championnat | Championnat | Championnat | Coupe de Gibraltar | Coupes d'Europe | Coupes d'Europe   |
| Saison    | Division    | Pos         | Pts         | J           | V           | N           | D           | BP          | BC          | Diff        | Coupe de Gibraltar | C               | Résultat          |
| --------- | ----------- | ----------- | ----------- | ----------- | ----------- | ----------- | ----------- | ----------- | ----------- | ----------- | ------------------ | --------------- | ----------------- |
| 2013-2014 | 1re         | 4e          | 19          | 14          | 5           | 4           | 5           | 31          | 20          | +11         | Finale             | —               | —                 |
| 2014-2015 | 1re         | 2e          | 42          | 21          | 12          | 6           | 3           | 42          | 14          | +28         | Quarts de finale   | C3              | Premier tour Q    |
| 2015-2016 | 1re         | 2e          | 65          | 27          | 21          | 2           | 4           | 82          | 18          | +64         | Finale             | C3              | Premier tour Q    |
| 2016-2017 | 1re         | 1er         | 73          | 27          | 24          | 1           | 2           | 93          | 18          | +75         | Vainqueur          | C3              | Deuxième tour Q   |
| 2017-2018 | 1re         | 2e          | 60          | 27          | 19          | 3           | 5           | 67          | 20          | +47         | Vainqueur          | C1              | Premier tour Q    |
| 2018-2019 | 1re         | 2e          | 64          | 27          | 20          | 4           | 3           | 84          | 20          | +64         | Vainqueur          | C3              | Tour préliminaire |
| 2019-2020 | 1re         | 1er         | 49          | 17          | 16          | 1           | 0           | 85          | 9           | +76         | Demi-finales       | C3              | Premier tour Q    |
| 2020-2021 | 1re         | 2e          | 47          | 20          | 15          | 2           | 3           | 66          | 14          | +52         | Demi-finales       | C1              | Premier tour Q    |
| 2020-2021 | 1re         | 2e          | 47          | 20          | 15          | 2           | 3           | 66          | 14          | +52         | Demi-finales       | C3              | Deuxième tour Q   |
| 2021-2022 | 1re         | 2e          | 47          | 20          | 15          | 2           | 3           | 57          | 21          | +36         | 'Demi-finales      | C4              | Premier tour Q    |
| 2022-2023 | 1re         | 2e          | 44          | 20          | 14          | 2           | 4           | 48          | 15          | +33         | Premier tour       | C4              | Premier tour Q    |

1. ↑  La saison 2019-2020 est arrêtée de manière anticipée en raison de la pandémie de Covid-19. De ce fait, aucun vainqueur n'est désigné en championnat tandis que la coupe est arrêtée au stade des demi-finales.

Légende
- Vainqueur de la compétition
- Vice-champion ou finaliste de la compétition

### Bilan européen
Note : dans les résultats ci-dessous, le score du club est toujours donné en premier
| Saison    | Compétition             | Tour              | Club                     | Domicile | Extérieur | Total |
| --------- | ----------------------- | ----------------- | ------------------------ | -------- | --------- | ----- |
| 2014-2015 | Ligue Europa            | Premier tour Q    | FC Vaduz                 | 0 - 1    | 0 - 3     | 0 - 4 |
| 2015-2016 | Ligue Europa            | Premier tour Q    | Slovan Bratislava        | 0 - 6    | 0 - 3     | 0 - 9 |
| 2016-2017 | Ligue Europa            | Premier tour Q    | Pyunik Erevan            | 2 - 0    | 1 - 2     | 3 - 2 |
| 2016-2017 | Ligue Europa            | Deuxième tour Q   | AIK Solna                | 0 - 1    | 0 - 1     | 0 - 2 |
| 2017-2018 | Ligue des champions     | Premier tour Q    | The New Saints           | 1 - 3    | 2 - 1     | 3 - 4 |
| 2018-2019 | Ligue Europa            | Tour préliminaire | FC Pristina              | 1 - 1    | 0 - 5     | 1 - 6 |
| 2019-2020 | Ligue Europa            | Tour préliminaire | UE Sant Julià            | 4 - 0    | 2 - 3     | 6 - 3 |
| 2019-2020 | Ligue Europa            | Premier tour Q    | Legia Varsovie           | 0 - 0    | 0 - 3     | 0 - 3 |
| 2020-2021 | Ligue des champions     | Premier tour Q    | Étoile rouge de Belgrade | N/A      | 0 - 5     | 0 - 5 |
| 2020-2021 | Ligue Europa            | Deuxième tour Q   | Djurgårdens IF           | N/A      | 1 - 2     | 1 - 2 |
| 2021-2022 | Ligue Europa Conférence | Premier tour Q    | Kauno Žalgiris           | 0 - 0    | 0 - 2     | 0 - 2 |
| 2022-2023 | Ligue Europa Conférence | Premier tour Q    | Víkingur Gøta            | 1 - 2    | 0 - 1     | 1 - 3 |
| 2023-2024 | Ligue Europa Conférence | Premier tour Q    | KF Dukagjini             | 2 - 3    | 1 - 2     | 3 - 5 |

Légende
- Victoire ou qualification pour le tour suivant
- Match nul
- Défaite ou élimination de la compétition

## Identité visuelle

Logo du club des années 1980 jusqu'en 2014
Logo depuis 2014